# シンオウ順のポケモン一覧
シンオウ順のポケモン一覧（シンオウじゅんのポケモンいちらん）では、ポケットモンスターシリーズに登場する1025種類のポケモンのうち、『ポケットモンスター ダイヤモンド・パール』におけるシンオウ地方のポケモン図鑑に登場する151種類と、『ポケットモンスター プラチナ』でNo.152以降に追加された59種類をシンオウ図鑑の番号順に列記する。

## 一覧
1. ナエトル
2. ハヤシガメ
3. ドダイトス
4. ヒコザル
5. モウカザル
6. ゴウカザル
7. ポッチャマ
8. ポッタイシ
9. エンペルト
10. ムックル
11. ムクバード
12. ムクホーク
13. ビッパ
14. ビーダル
15. コロボーシ
16. コロトック
17. コリンク
18. ルクシオ
19. レントラー
20. ケーシィ
21. ユンゲラー
22. フーディン
23. コイキング
24. ギャラドス
25. スボミー
26. ロゼリア
27. ロズレイド
28. ズバット
29. ゴルバット
30. クロバット
31. イシツブテ
32. ゴローン
33. ゴローニャ
34. イワーク
35. ハガネール
36. ズガイドス
37. ラムパルド
38. タテトプス
39. トリデプス
40. ワンリキー
41. ゴーリキー
42. カイリキー
43. コダック
44. ゴルダック
45. ミノムッチ
46. ミノマダム
47. ガーメイル
48. ケムッソ
49. カラサリス
50. アゲハント
51. マユルド
52. ドクケイル
53. ミツハニー
54. ビークイン
55. パチリス
56. ブイゼル
57. フローゼル
58. チェリンボ
59. チェリム
60. カラナクシ
61. トリトドン
62. ヘラクロス
63. エイパム
64. エテボース
65. フワンテ
66. フワライド
67. ミミロル
68. ミミロップ
69. ゴース
70. ゴースト
71. ゲンガー
72. ムウマ
73. ムウマージ
74. ヤミカラス
75. ドンカラス
76. ニャルマー
77. ブニャット
78. トサキント
79. アズマオウ
80. ドジョッチ
81. ナマズン
82. リーシャン
83. チリーン
84. スカンプー
85. スカタンク
86. アサナン
87. チャーレム
88. ドーミラー
89. ドータクン
90. ポニータ
91. ギャロップ
92. ウソハチ
93. ウソッキー
94. マネネ
95. バリヤード
96. ピンプク
97. ラッキー
98. ハピナス
99. ピィ
100. ピッピ
101. ピクシー
102. ペラップ
103. ピチュー
104. ピカチュウ
105. ライチュウ
106. ホーホー
107. ヨルノズク
108. ミカルゲ
109. フカマル
110. ガバイト
111. ガブリアス
112. ゴンベ
113. カビゴン
114. アンノーン
115. リオル
116. ルカリオ
117. ウパー
118. ヌオー
119. キャモメ
120. ペリッパー
121. キリンリキ
122. ヒポポタス
123. カバルドン
124. ルリリ
125. マリル
126. マリルリ
127. スコルピ
128. ドラピオン
129. グレッグル
130. ドクロッグ
131. マスキッパ
132. テッポウオ
133. オクタン
134. ケイコウオ
135. ネオラント
136. メノクラゲ
137. ドククラゲ
138. ヒンバス
139. ミロカロス
140. タマンタ
141. マンタイン
142. ユキカブリ
143. ユキノオー
144. ニューラ
145. マニューラ
146. ユクシー
147. エムリット
148. アグノム
149. ディアルガ
150. パルキア
151. マナフィ

### 『プラチナ』で追加されたポケモン
以下は『プラチナ』で追加された59種類の一覧である。
1. ロトム
2. グライガー
3. グライオン
4. ノズパス
5. ダイノーズ
6. ラルトス
7. キルリア
8. サーナイト
9. エルレイド
10. ベロリンガ
11. ベロベルト
12. イーブイ
13. シャワーズ
14. サンダース
15. ブースター
16. エーフィ
17. ブラッキー
18. リーフィア
19. グレイシア
20. チルット
21. チルタリス
22. トゲピー
23. トゲチック
24. トゲキッス
25. デルビル
26. ヘルガー
27. コイル
28. レアコイル
29. ジバコイル
30. モンジャラ
31. モジャンボ
32. ヤンヤンマ
33. メガヤンマ
34. トロピウス
35. サイホーン
36. サイドン
37. ドサイドン
38. ヨマワル
39. サマヨール
40. ヨノワール
41. ポリゴン
42. ポリゴン2
43. ポリゴンZ
44. ストライク
45. ハッサム
46. エレキッド
47. エレブー
48. エレキブル
49. ブビィ
50. ブーバー
51. ブーバーン
52. ウリムー
53. イノムー
54. マンムー
55. ユキワラシ
56. オニゴーリ
57. ユキメノコ
58. アブソル
59. ギラティナ